# شركة الخريف لتقنية المياه والطاقة
شركة الخريّف لتقنية المياه والطاقة (الخريف) شركة مساهمة سعودية، تأسست في الرياض في عام 1991. تعمل في مجال تطوير وتصميم وإنشاء محطات معالجة المياه العادمة وأنظمة وحلول التنقية. يبلغ رأس مال الشركة الحالي 250 مليون ريال سعودي.
في 13 نوفمبر 2023 استحوذ صندوق الاستثمارات العامة السعودي على 25% من شركة "الخريّف للبترول"، وذلك في إطار تمكين المنظومة الصناعية في المملكة، ودعم نمو شركات القطاع الخاص، لمواصلة تطوير المنظومة الصناعية الوطنية، وزيادة إيرادات التصدير.
بموجب الاتفاقية سيستثمر الصندوق عن طريق الاكتتاب في أسهم تعتزم الشركة إصدارها لزيادة رأس مالها، بنسبة 25% من "مجموعة الخريّف". وستحتفظ المجموعة بـ75% من أسهم الشركة.

## نبذة
بدأت الشركة نشاطها عام 1985 كوحدة أعمال ضمن شركة أبناء عبد الله إبراهيم الخريُف ثم تأسست كشركة ذات مسؤولية محدودة عام 1991 برأس مال قدره 5 ملايين ريال سعودي في مدينة الرياض.
تمارس الشركة نشاطتها من خلال ثلاث قطاعات وهم قطاع المياه المسئول عن استخراج المياه ومعالجتها وانشاء شبكات المياه المختلفة وقطاع الصرف الصحي المسئول عن معالجة مياه الصرف الصحي وإنشاء شبكات الصرف الصحي وقطاع الحلول المتكاملة للمياه المسئول عن شبكات مياه السيول وإدارة المياه بالمدن وخدمات الدعم وإدارة الاصول.

## التطورات التاريخية
- 2009-01-01: تغيير اسم الشركة إلى «شركة الخريّف لتقنية المياه والطاقة».[1]
- 2014-04-07: زيادة رأس مال الشركة من 40 مليون ريال سعودي إلى 80 مليون ريال سعودي عن طريق إصدار حصص نقدية جديدة.
- 2017-02-06: تحويل الشركة من شركة ذات مسؤولية محدودة إلى شركة شخص واحد ذات مسؤولية محدودة.
- 2020-06-09: تحويل الشركة من شركة شخص واحد ذات مسؤولية محدودة إلى شركة مساهمة مقفلة برأس مال قدره 250 مليون ريال سعودي.
- 2021-03-01: إدراج وبدء تداول أسهم الشركة بالسوق السعودى (تاسي).[1][3]

## النتائج المالية
ملخص النتائج المالية (مليون ريال)
| البيان               | 2016   | 2017   | 2018   | 2019   | 2020 |
| -------------------- | ------ | ------ | ------ | ------ | ---- |
| الايرادات            | 264.84 | 249.64 | 356.27 | 423.23 |      |
| صافي الدخل           | 18.44  | 22.09  | 51.15  | 91.73  |      |
| مجموع الموجودات      | 245.22 | 260.46 | 393.53 | 405.93 |      |
| مجموع حقوق المساهمين | 56.07  | 78.22  | 123.22 | 215.27 |      |